# XTERRA kros triatloni u Hrvatskoj
XTERRA triatlon je vodeća svjetska off road triatlon utrka.
Najavljena za održavanje u travnju 2020. na Malom Lošinju, utrka je trebala nositi naziv XTERRA Croatia. Izdanje 2020. godine trebalo je biti premijerno izdanje XTERRA triatlona za Srednju i Istočnu Europu. Također je trebalo biti kvalifikacijska utrka za XTERRA Svjetsko prvenstvo 2020. Ambasadorica utrke bila je članica  XTERRA Kuće slavnih Helena Karaskova Erbenova. Utrka je trebala imati GOLD status u kalendaru svjetskih XTERRA utrka te uz to biti i dio XTERRA European Toura. U sklopu utrke zakazano je i održavanje međunarodne off road biciklističke utrke XTERRA Croatia MTB Race.
Cijela XTERRA serija 2020. je otkazana, izuzev dvije utrke koje su se održale, zbog Covid-19 pandemije.
Utrka u Hrvatskoj je bila u XTERRA kalendaru za 2021. i ponovno je otkazana zbog istog razloga.
Iako su organizatori najavljivali održavanje utrke 2022., nije bila u XTERRA kalendaru natjecanja za tu godinu.
Utrka je vraćena u XTERRA kalendar za svibanj 2025.

## O XTERRA
XTERRA natjecanja započela su 1996. godine, kada su se gorski biciklizam i triatlon sastali u dvoboju najjačih na havajskom otoku Mauiju. Utrka se sastojala od grubog plivanja oceanskim vodama, utrke brdskim biciklom i trčanjem. Predstavljala je novi trkački format koji je privlačio i triatlonce i brdske bicikliste.

## Izdanja
Rang
2025.-danas XTERRA World Tour, EMEA Tour
Lokacija
2025.-danas Mali Lošinj
Naziv utrke
2025.-danas XTERRA Croatia
Legenda
* samo oni koji su startali utrku
| Godina | Broj država | Broj * natjecatelja | Broj * natjecatelja | Full Distance Triathlon | Full Distance Triathlon        | Full Distance Triathlon        | Full Distance Triathlon | Full Distance Triathlon | Full Distance Triathlon | Full Distance Triathlon | Full Distance Triathlon | Full Distance Triathlon | Full Distance Triathlon | Full Distance Triathlon | Full Distance Triathlon | Full Distance Triathlon | Full Distance Triathlon | Sprint Triathlon | Sprint Triathlon               | Sprint Triathlon               | Sprint Triathlon     | Sprint Triathlon | Sprint Triathlon | Sprint Triathlon | Sprint Triathlon     | Sprint Triathlon | Sprint Triathlon | Super Sprint Triathlon | Super Sprint Triathlon         | Super Sprint Triathlon         | Super Sprint Triathlon | Super Sprint Triathlon | Super Sprint Triathlon | Super Sprint Triathlon | Super Sprint Triathlon | Super Sprint Triathlon | Super Sprint Triathlon | Ref |
| ------ | ----------- | ------------------- | ------------------- | ----------------------- | ------------------------------ | ------------------------------ | ----------------------- | ----------------------- | ----------------------- | ----------------------- | ----------------------- | ----------------------- | ----------------------- | ----------------------- | ----------------------- | ----------------------- | ----------------------- | ---------------- | ------------------------------ | ------------------------------ | -------------------- | ---------------- | ---------------- | ---------------- | -------------------- | ---------------- | ---------------- | ---------------------- | ------------------------------ | ------------------------------ | ---------------------- | ---------------------- | ---------------------- | ---------------------- | ---------------------- | ---------------------- | ---------------------- | --- |
| Godina | Broj država | Broj * natjecatelja | Broj * natjecatelja | Duljina [km]            | Broj natjecatelja Start (Cilj) | Broj natjecatelja Start (Cilj) | Pobjednici              | Pobjednici              | Pobjednici              | # 2                     | # 3                     | UP                      | Pobjednice              | Pobjednice              | Pobjednice              | # 2                     | # 3                     | Duljina [km]     | Broj natjecatelja Start (Cilj) | Broj natjecatelja Start (Cilj) | Pobjednici           | Pobjednici       | Pobjednici       | UP               | Pobjednice           | Pobjednice       | Pobjednice       | Duljina [km]           | Broj natjecatelja Start (Cilj) | Broj natjecatelja Start (Cilj) | Pobjednici             | Pobjednici             | Pobjednici             | UP                     | Pobjednice             | Pobjednice             | Pobjednice             | Ref |
| Godina | Broj država | M+Ž                 | Ž                   | Duljina [km]            | M+Ž                            | Ž                              | Triatlonac              | Vrijeme [h]             | MP [min]                | # 2                     | # 3                     | UP                      | Triatlonka              | Vrijeme [h]             | MP [min]                | # 2                     | # 3                     | Duljina [km]     | M+Ž                            | Ž                              | Triatlonac           | Vrijeme [h]      | MP [min]         | UP               | Triatlonka           | Vrijeme [h]      | MP [min]         | Duljina [km]           | M+Ž                            | Ž                              | Triatlonac             | Vrijeme [h]            | MP [min]               | UP                     | Triatlonka             | Vrijeme [h]            | MP [min]               | Ref |
| 2025.  |             |                     |                     | 39.8                    |                                |                                | Nepoznata kratica »«    | ;:                      | +:                      | Nepoznata kratica »«    | Nepoznata kratica »«    | ž                       | Nepoznata kratica »«    | ;:                      | +:                      | Nepoznata kratica »«    | Nepoznata kratica »«    | 20.25            |                                |                                | Nepoznata kratica »« | ;:               | +:               | ž                | Nepoznata kratica »« | ;:               | +:               | 10.9                   |                                |                                | Nepoznata kratica »«   | ;:                     | +:                     | ž                      | Nepoznata kratica »«   | ;:                     | +:                     |     |

## Vanjske poveznice
- xterraplanet
- sportzhub - triatlon